# Natalus jamaicensis
Natalus jamaicensis (Goodwin, 1959) è un pipistrello della famiglia dei Natalidi endemico della Giamaica.

## Descrizione

### Dimensioni
Pipistrello di piccole dimensioni, con la lunghezza totale tra 108 e 110 mm, la lunghezza dell'avambraccio tra 44 e 47 mm, la lunghezza della coda tra 57 e 58 mm, la lunghezza del piede tra 9 e 10 mm, la lunghezza delle orecchie tra 17 e 20 mm e un peso fino a 7,3 g.

### Aspetto
La pelliccia è lunga, liscia, densa e lanosa. Le parti dorsali sono fulvo-olivastre con la base dei peli giallo-brunastra, mentre le parti ventrali sono giallo-rosate. Il muso è lungo, appiattito e ricoperto di lunghi peli scuri. Le narici sono piccole, ovali e aperte lateralmente e verso il basso. Le orecchie sono grandi, squadrate, a forma di imbuto e con un incavo superficiale sul bordo posteriore appena sotto l'estremità appuntita. Il trago è corto, triangolare e con l'estremità piegata in avanti. Le ali sono attaccate posteriormente sopra le caviglie. La coda è lunga ed inclusa completamente nell'ampio uropatagio, il quale margine libero è frangiato. Il calcar è molto lungo.

## Biologia

### Comportamento
Si rifugia in gruppi fino a 100 individui all'interno di grandi grotte con elevata umidità. Il raggio d'azione è limitato.

### Alimentazione
Si nutre di insetti volanti catturati nella densa vegetazione.

## Distribuzione e habitat
Questa specie è conosciuta soltanto nella grotta di St.Clair, nella Giamaica centro-orientale.
Vive in una zona arida e molto secca con vegetazione xerofita.

## Conservazione
La IUCN Red List, considerato l'areale limitato, la presenza di tutti gli individui in una singola località e il continuo declino nell'estensione e nella qualità del proprio habitat, classifica N.jamaicensis come specie in grave pericolo (CR).